# Вараноподібні
Вараноподібні (Varanoidea) — надродина плазунів із ряду лускатих. Має 2 сучасні родини й кілька вимерлих.

## Опис
Це досить великі тварини. Найбільші представники, які мешкають на сьогодні, сягають 3 та більше метрів. Вимерлі Тілозаври та Мозазаври сягали у довжину 15 та більше метрів. Мають подовжені потужні голови. Тулуб досить кремезний, міцний. Кінцівки добре розвинуті, потужні й міцні. Колір шкіри різнобарвний. Багато з представників цеї надродини наділено довгим та потужним хвостом, який застосовується як зброя при нападі або обороні.

## Спосіб життя
Мешкають у пустелях, напівпустелях, лісових, скелястих, кам'янистих місцевостях. Активні вдень. Харчуються великими комахами, дрібними та великими хребетними, ссавцями.
Це яйцекладні тварини.

## Розповсюдження
Мешкають у північній Америці, Африці, Азії, Австралії.

## Родини
- Varanidae
- Lanthanotidae
- †Pachyvaranidae
- †Palaeovaranidae
- родина incertae sedis
  - вимерлі роди: †Arcanosaurus, †Dryadissector, †Kaganaias, †Proplatynotia, †Saniwides, †Telmasaurus